# Waldemar Rymowicz
Waldemar Roman Rymowicz – polski inżynier, dr hab. nauk rolniczych, profesor i kierownik Katedry Biotechnologii i Mikrobiologii Żywności Wydziału Biotechnologii i Nauk o Żywności Uniwersytetu Przyrodniczego we Wrocławiu.

## Życiorys
W 1990  obronił pracę doktorską Wykorzystanie drożdży Yarrowia lipolytica do biosyntezy kwasu cytrynowego z glukozy i hydrolu glukozowego, 29 października 1998  habilitował się na podstawie pracy zatytułowanej Biosynteza kwasu cytrynowego z glukozy przez wolne i immobilizowane komórki drożdży Yarrowia lipolytica w systemach ciągłych. 17 maja 2006 nadano mu tytuł profesora w zakresie nauk rolniczych. Piastuje stanowisko profesora i kierownika w Katedrze Biotechnologii i Mikrobiologii Żywności na Wydziale Biotechnologii i Nauk o Żywności Uniwersytetu Przyrodniczego we Wrocławiu.
Jest członkiem Komitetu Biotechnologii Polskiej Akademii Nauk.